# Macedonio Melloni

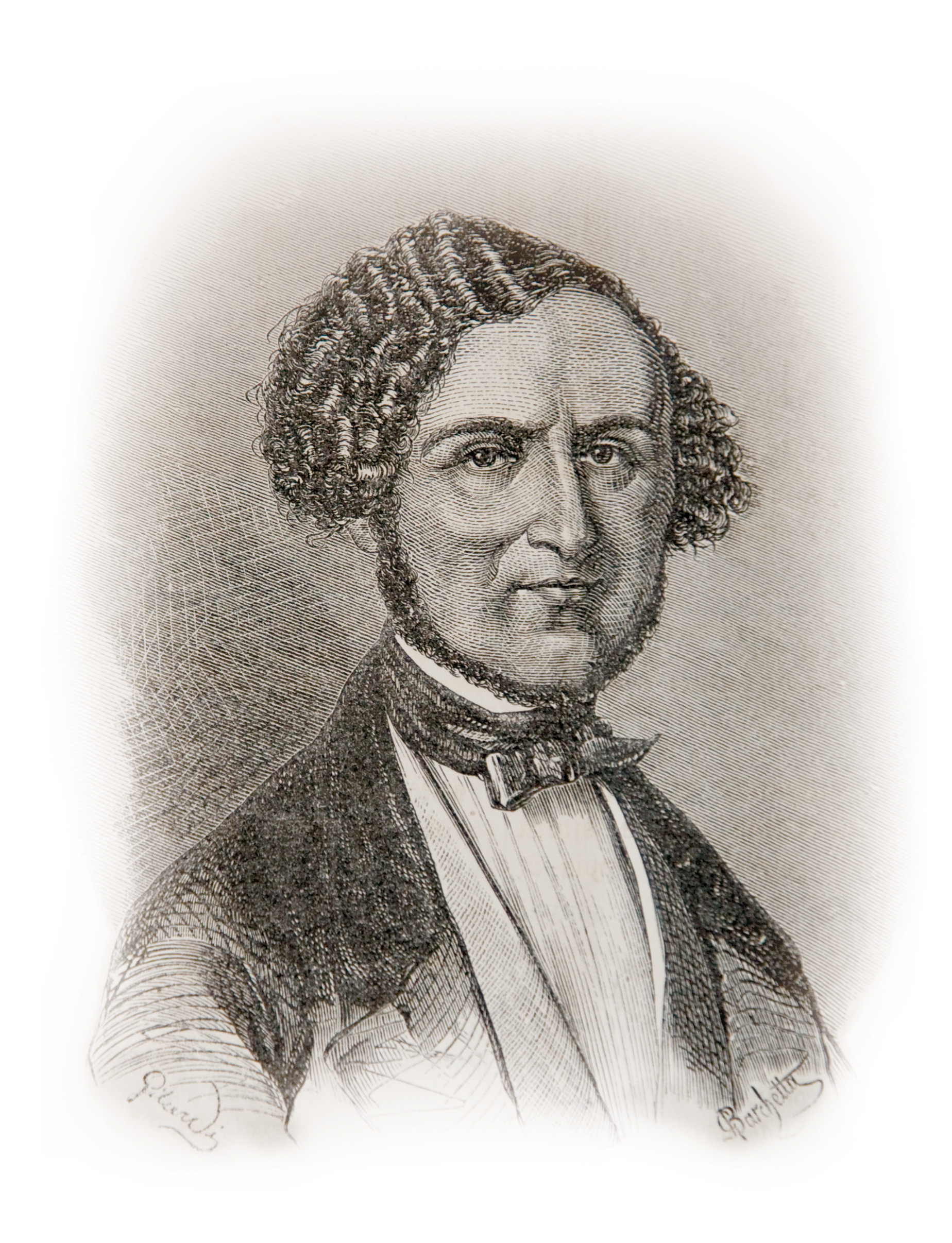
Macedonio Melloni (ca. 1830)

Macedonio Melloni (Parma, 11 april 1798 – Portici, 11 augustus 1854) was een Italiaans natuurkundige. Hij bewees dat warmtestraling soortgelijke fysische eigenschappen heeft als die van licht.

## Leven
In 1824 werd hij benoemd tot professor aan de universiteit van Parma, maar was genoodzaakt te vluchten naar Frankrijk nadat hij had deelgenomen aan de revolutie van 1831. Later mocht hij terugkeren naar Italië en in 1839 ging hij naar Napels. Hij werd directeur van het Vesuvius Observatorium, een positie die hij tot 1848 beklede. In 1843 huwde hij de Engelse Augusta Brugnel Philipson, met wie hij drie dochters kreeg. Hij overleed op 56-jarige leeftijd aan cholera.

## Werk
Melloni's reputatie als natuurkundige berust voornamelijk op zijn ontdekkingen in stralingswarmte, hierbij gebruik makend van een thermomultiplicator – een combinatie van een thermozuil en een galvanometer. In 1831, kort na de ontdekking van thermo-elektriciteit door Thomas Johann Seebeck, ontwikkelde hij samen met Leopoldo Nobili dit meetinstrument.
Hij deed talrijke experimenten naar de absorptie van stralingswarmte in zowel vaste lichamen als in vloeistoffen en introduceerde het begrip diathermane, de mogelijkheid van stoffen om stralingsenergie door te geven. Hij gebruikte een optische tafel uitgerust met thermozuilen, schermen, lampen en warmtebronnen – waaronder een Locatelli-lamp en een kubus van Leslie – om in 1850 aan te tonen dat infrarode stralingswarmte gereflecteerd, gerefracteerd en gepolariseerd kon worden op dezelfde wijze als licht.
Zijn belangrijkste boek, La Thermochrôse ou la coloration calorifique, was onvoltooid toen hij overleed.

## Onderscheidingen
- Rumford Medal van de Royal Society (1834)
- Correspondent van de Académie des Sciences (1835)
- Lid van de Royal Society (1839)